# Joost Lagendijk
Jan Joost Lagendijk (* 8. Juni 1957 in Roosendaal) ist ein niederländischer Politiker der Partei GroenLinks. Er lebt seit 2009 in der Türkei.

## Leben
Nach seiner Schulzeit studierte Lagendijk Geschichte an der Universität Utrecht und graduierte 1985. Neben seinem Studium war Lagendijk im Buchhandel des Verlags Van Gennep als Verkäufer tätig. Lagendijk engagierte sich politisch und wurde Mitglied der Pacifistisch Socialistische Partij (PSP) und ihm gelang der Einzug als Abgeordneter in die Zweite Kammer der Generalstaaten. Lagendijk wurde zum Vizevorsitzenden der PSP gewählt und war von 1987 bis 1991 der internationale Sekretär der PSP. Politisch begleitete er die Fusion der PSP zur Entstehung der Partei GroenLinks, deren internationaler Sekretär er dann von 1991 bis 1994 war. Lagerdijk gründete 1987 mit anderen das Magazin De Helling, für das er bis 1994 Artikel schrieb. Seit 1994 ist er als Autor für Babylon-De Geus tätig.
1998 gelang ihm als Abgeordneter der GroenLinks der Einzug in das Europaparlament, dem er bis 2009 angehörte. Ab 2002 war er Vize-Präsident der Türkei-Delegation des Europäischen Parlaments.
Lagendijk ist mit der türkischen Journalistin Nevin Sungur seit 28. Oktober 2006 verheiratet. Die Hochzeit fand unter hoher medialer Beobachtung in Istanbul im Hotel Pera Palas statt. Während Lagendijk in den Niederlanden in der Öffentlichkeit eher unbekannt ist und auch in Brüssel in Anonymität leben kann, gilt er in der Türkei als Volksheld mit Rockstarstatus, „Mr. Europe“, „Schwiegersohn“ oder „Schwager aller Türken“ und „Freund der Türkei“.
Seit Juli 2009 ist er in Istanbul als Berater am Istanbul Policy Center of Sabancı University tätig und ist Mitglied im Beirat der Denkfabrik European Policy Centre und im Fachbeirat Europa-Transatlantik der Heinrich-Böll-Stiftung. Er schreibt seit Oktober 2010 als Kolumnist in den Zeitungen Today’s Zaman und Zaman.

## Politische Positionen
In den achtziger und neunziger Jahren hatte Lagendijk Kontakte mit kurdischen und türkischen Flüchtlingen in den Niederlanden, war ein erklärter Türkeigegner und rief zum Urlaubsboykott gegen das Land auf. Seine Ansichten änderten sich, als er 2002 Mitglied der Türkeidelegation des EP wurde.
Lagendijk hat seit 2001 drei Bücher mit seinem EP Kollegen Jan Marinus Wiersma veröffentlicht über die Erweiterungs- und Außenpolitik der Europäischen Union.
Lagendijk kritisierte 2006 die Stellung des türkischen Militärs in der Türkei. Wie der türkische Schriftsteller Orhan Pamuk wurde er daraufhin von türkischen Ultra-Nationalisten wegen Beleidigung des Türkentums (Art. 301 TCK) verklagt. Das Verfahren gegen den Europaparlamentarier wurde eingestellt.

## Werke
- Brussel Warschau Kiev; Op zoek naar de grenzen van de Europese Unie. (gemeinschaftlich mit Jan Marinus Wiersma) Amsterdam 2001, ISBN 978-90-5018-565-3
- Na Mars komt Venus: een Europees antwoord op Bush (gemeinschaftlich mit Jan Marinus Wiersma) Balans – Amsterdam 2004, ISBN 90-5018-715-3
- Sturen bij de Moslimburen: Hoe Europa de democratie kan bevorderen (gemeinschaftlich mit Jan Marinus Wiersma) Bakker – Amsterdam 2007, ISBN 978-90-351-3197-2
- Travels among Europe's Muslim Neighbours: The Quest for Democracy (PDF, 635 kB) (englische Übersetzung von „Sturen bij de Moslimburen“) Centre for European Policy Studies (CEPS) Brussels, March 2008. ISBN 978-92-9079-778-4